# Рупрехт III фон Алтенбаумберг
Рупрехт III фон Алтенбаумберг (на немски: Ruprecht III, Raugraf von Altenbaumberg; † сл. 1345) от род Емихони е рауфграф на Алтенбаумберг над Алтенбамберг, в района Бад Кройцнах в Курпфалц.
Той е големият син на рауграф Рупрехт II фон Алтенбаумберг († 1281) и съпругата му Елизабет фон Елизабет фон Хоенфелс († 1289), дъщеря на Филип I фон Боланден-Хоенфелс († 1277) и първата му съпруга Елизабет († 1246/1249). Внук е на рауграф Рупрехт I фон Алтенбаумберг († 1242) и графиня Хедвиг фон Еберщайн († 1282). Баща му е брат на Еберхард I († 1277), епископ на Вормс (1257 – 1277), и Фридрих († 1283), епископ на Вормс (1277 – 1283).
Брат е на рауфграф Хайнрих III фон Алтенбаумбург 'Стари' († 1326).
Фамилията на рауграфовете на Алтенбаумберг изчезва през 1457 г.

## Фамилия
Рупрехт III фон Алтенбаумберг се жени за Сузана фон Кирбург († сл. 1312), дъщеря на вилдграф Готфрид II фон Кирбург († 1298) и Ормунда фон Финстинген. Те имат една дъщеря:
- Битцела фон Кирбург († сл. 1349/сл. 1359), омъжена за Йохан фон Хаген, господар на Мотен († 1370), син на Фридрих фон Хаген († сл. 1305)